# Ligie
Ne doit pas être confondu avec Ligeia ou Ligie (Néréide).
Pour l'animal, voir Ligie océanique.
Ligie ou Ligée (en grec ancien : Λίγεια / Lígeia, « à la voix claire ou perçante ») est une célèbre sirène de la mythologie gréco-romaine.
On l’y décrit comme la fille du dieu-fleuve Achéloüs et de la Muse Calliope. Elle est la sœur de Parthénope (« celle qui a un visage de jeune fille ») et de Leucosie (« la blanche créature »).

## Étymologie
Son nom signifie « celle qui pousse un cri perçant » ou « qui a une voix claire ou aiguë ».

## Culte
Aristote situait la résidence de Ligie et de ses sœurs « en Italie, à l’extrémité du détroit situé en avant d’un lieu saillant et riche en baies, renfermant Cumes et formant la limite de la Poséidonie ». Il précisait qu’en ce lieu, on pouvait également trouver leur temple, « le temple de sirènes », où on les vénérait « par de nombreux sacrifices ».